# 사토 미즈카
사토 미즈카(일본어: 佐藤 瑞夏, 1998년 9월 19일 ~ )는 일본의 여자 축구 선수이다.

## 구단 경력
나데시코 리그, WE리그의 제프 유나이티드 지바, 마이나비 센다이에서 활동했다.

## 국가대표팀 경력
그녀는 2014년 FIFA U-17 여자 월드컵에 참가할 일본 U-17 국가대표팀에 발탁되었으며, 1경기에 출전, 우승. 2018년 FIFA U-20 여자 월드컵에 참가할 일본 U-20 국가대표팀에도 발탁되었다.